# (6394) 1990 QM2
(6394) 1990 QM2 — астероїд головного поясу, відкритий 22 серпня 1990 року.
Тіссеранів параметр щодо Юпітера — 3,805.